# 毛枝蕨
毛枝蕨（学名：Leptorumohra miqueliana）为鳞毛蕨科毛枝蕨属下的一个种。

## 扩展阅读
維基物種上的相關：毛枝蕨